# Élections législatives liechtensteinoises de 1962
Les élections législatives liechtensteinoises de 1962 se déroulent le 25 mars 1962 afin de renouveler les 15 sièges du Landtag. L'Union patriotique (VU) reprend au  Parti progressiste des citoyens (FBP) le siège qu'elle avait perdu aux élections précédentes. Le scrutin voit participer pour la première fois le parti social chrétien, qui échoue néanmoins a franchir le seuil électoral de 18 % des voix. Le Premier ministre Alexander Frick, du Parti progressiste des citoyens, est reconduit à la tête de son gouvernement de coalition avec l'Union patriotique.
Ces résultats entraine le dépôt par le Parti Social Chrétien d'un recours  auprès de la Cour Constitutionnelle, qui annule la même année le seuil de 18 % de la loi électorale, le jugeant inconstitutionnel. Un nouveau seuil de 8 % sera par la suite inscrit dans la constitution en juillet 1973.

## Système politique
Le Liechtenstein est une principauté organisée sous la forme d'une monarchie constitutionnelle avec un prince doté de larges pouvoirs dont un véto. 
Le parlement, ou Landtag, détient le pouvoir législatif. Les 15 députés qui le composent sont élus pour quatre ans au sein de 2 circonscriptions, l'Oberland et l'Unterland, comportant respectivement neuf et six sièges. Les élections ont lieu au suffrage universel masculin, pour tous les citoyens âgés d'au moins vingt-et-un ans.

## Mode de scrutin
Les élections ont lieu au scrutin proportionnel plurinominal de liste sans panachage mais avec vote préférentiel.
Les électeurs votent en cochant le nom du candidat qu'ils préfèrent sur la liste de leur choix, et ce vote pour un candidat équivaut à un vote pour son parti. La répartition proportionnelle se fait ensuite selon la méthode du plus fort reste, en appliquant le quotient dit de Hagenbach-Bischoff, avec un seuil électoral de 18 %. Les sièges attribués aux partis sont ensuite répartis à ceux de leurs candidats ayant recueilli le plus de votes en leurs noms.
Depuis 1939 le Parti progressiste des citoyens est à la tête d'une coalition avec l'Union patriotique pour partenaire minoritaire.

## Résultats
| Parti                     | Parti                                 | Voix  | %    | +/- | Sièges | +/-           |
| ------------------------- | ------------------------------------- | ----- | ---- | --- | ------ | ------------- |
|                           | Parti progressiste des citoyens (FBP) | 1 599 | 47,3 | 5,1 | 8      | 1             |
|                           | Union patriotique (VU)                | 1 448 | 42,7 | 2,8 | 7      | 1             |
|                           | Parti chrétien social (CSP)           | 342   | 10,1 | Nv  | 0      | Nv            |
|                           |                                       |       |      |     |        |               |
| Votes valides             | Votes valides                         | 3 389 | 98,2 |     |        |               |
| Votes blancs et invalides | Votes blancs et invalides             | 62    | 1,8  |     |        |               |
| Total                     | Total                                 | 3 451 | 100  | -   | 15     | en stagnation |
| Abstention                | Abstention                            | 195   | 5,3  |     |        |               |
| Inscrits / participation  | Inscrits / participation              | 3 525 | 94,7 |     |        |               |

| ↓  |     |
| 7  | 8   |
| VU | FBP |

L'union patriotique obtient un siège de plus qu'aux précédentes élections malgré des résultats en baisse du fait de la concurrence du Parti social chrétien, dont les parts de voix ne se matérialisent pas en sièges du fait du seuil électoral. Le Parti progressiste des citoyens reconduit sa coalition avec l'union, ainsi que Alexander Frick au poste de Premier ministre, poste qu'il occupe alors depuis 1945. Frick décide cependant de se retirer en quelques mois plus tard, et est remplacé par Gerard Batliner (FBP) le 16 juillet 1962. Alexander Frick poursuit néanmoins sa vie politique, devenant simple député de 1966 à 1974, puis président du parlement de 1966 à 1970.